# 威廉·蒙德·克洛克
威廉·蒙德·克洛克（英語：William Maunder Crocker，1843年—1899年5月7日），曾任北婆羅洲總督。

## 教育
克洛克在普利茅斯的一所私人學校受教育。

## 職業生涯
1864年，克洛克加入砂拉越王國的行政機構，最終亦曾為拉惹代行公務。1870至1874年間他曾跨身商界，在沐膠經營一家碩莪米工廠。1887年，他成為北婆羅洲總督，但僅在位一年。現沙巴境內的克洛克山脈正是因他而得名。

## 個人生活
克洛克生於英格蘭德文郡南托頓。其父艾曼紐·克洛克（Emmanuel Crocker）為一名裁縫，其母則名為蘇珊娜·蒙德（Susanna Maunder）。1878年他在倫敦結婚，1899年在薩里郡逝世，葬於帕特尼。